# مینی‌بوس

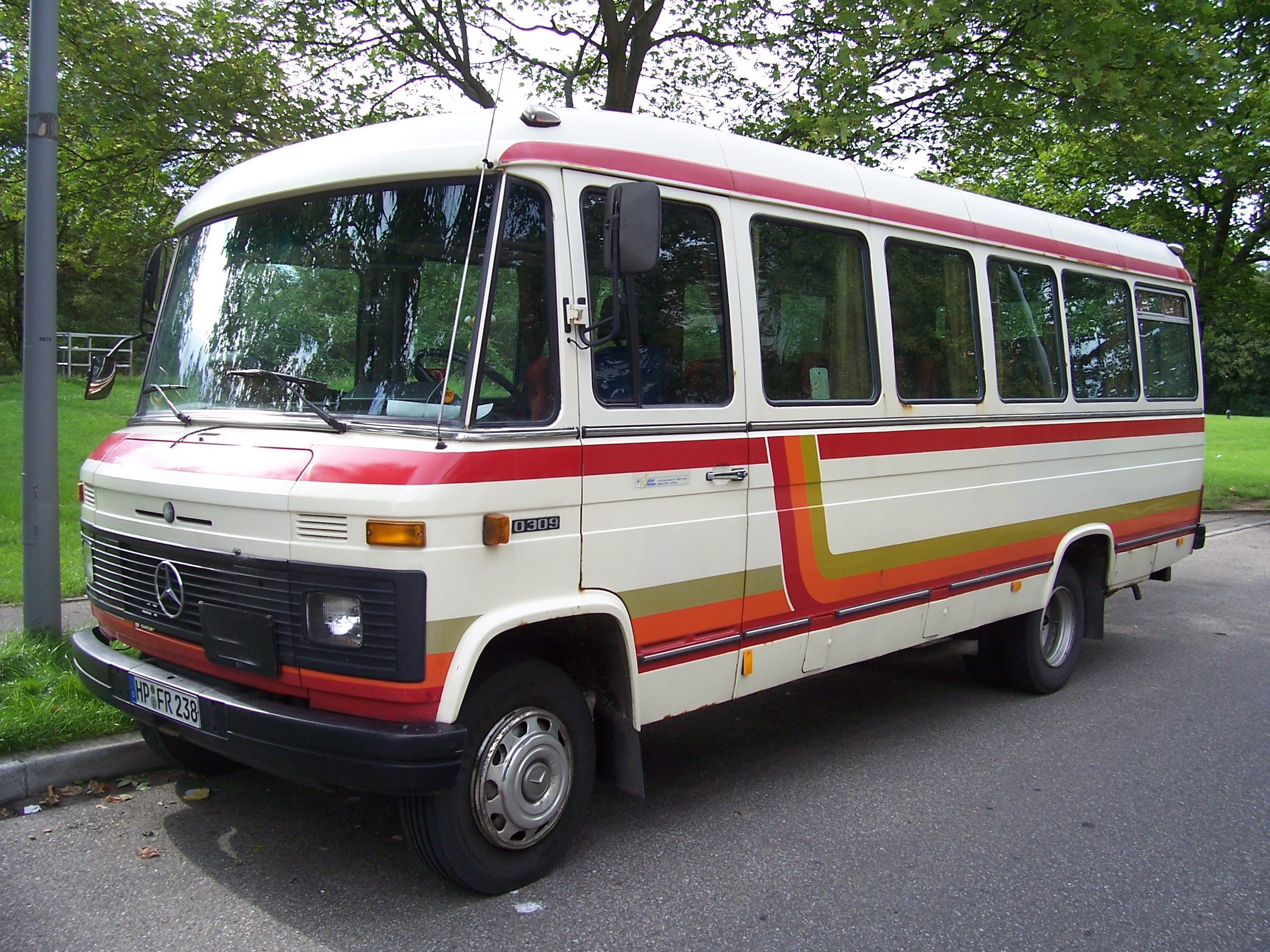
مینی‌بوس مدل ۳۰۹ مرسدس‌بنز، سال‌ها در ایران خودرو تولید شد همچنین پیشرانه و گیربکس آن نیز در کارخانه‌های ایدم و چرخشگر ایران‌خودرو در تبریز تولید می‌شد.

مینی‌بوس (به فرانسوی: minibus) گونه‌ای خودروی ترابرد مسافر است و در سرویس مدارس، ادارات و کارخانجات کاربرد بسیاری دارد که ظرفیت آن از یک ون بیشتر بوده و از یک اتوبوس کمتر است. معمولاً ظرفیت مینی‌بوس بین ۸ تا ۳۰ صندلی است. پیشرانه مینی‌بوس برخلاف اتوبوس، اغلب در جلوی خودرو قرار دارد.
بر اساس تعریف بند «چ» ماده ۵۱ آئین‌نامه راهنمایی و رانندگی ایران، مینی‌بوس خودروی مسافربری است که ظرفیت آن با راننده بین ۱۶ تا ۲۶ نفر می‌باشد. بر اساس قوانین ایران، همه دارندگان گواهینامه پایه دوم رانندگی پیشین، به شرط گذشتن یک سال از تاریخ اخذ گواهینامه و به شرط دارا بودن حداقل سن ۲۳ سال تمام، می‌توانستند رانندگی مینی‌بوس را برعهده گیرند. براساس قوانین جاری دارندگان گواهینامه پایه سوم با گذشت دو سال از اخذ آن و داشتن سن ۲۳ سال تمام می‌توانند در آزمون گواهینامه پایه دوم شرکت کنند.

## نگارخانه

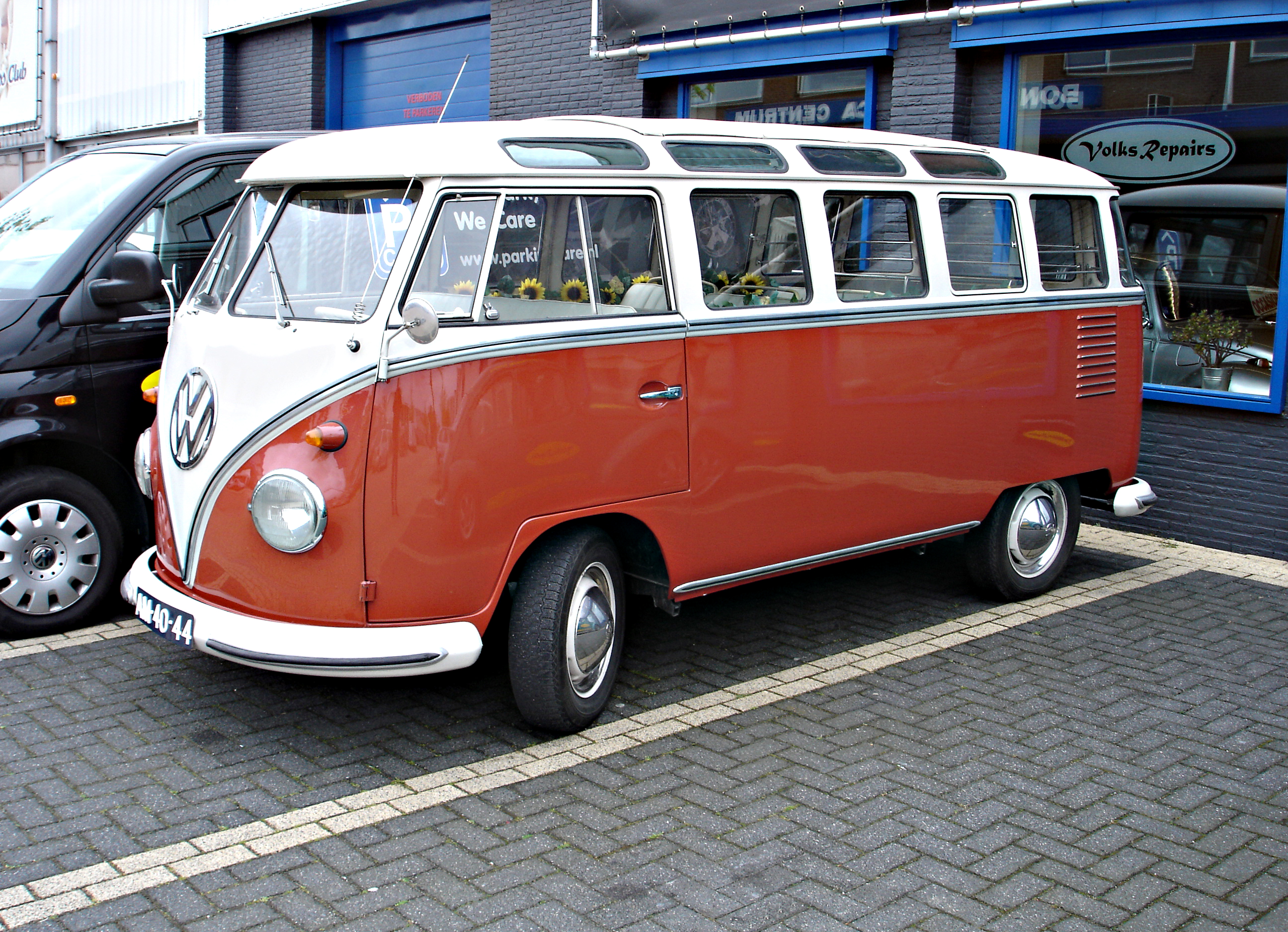
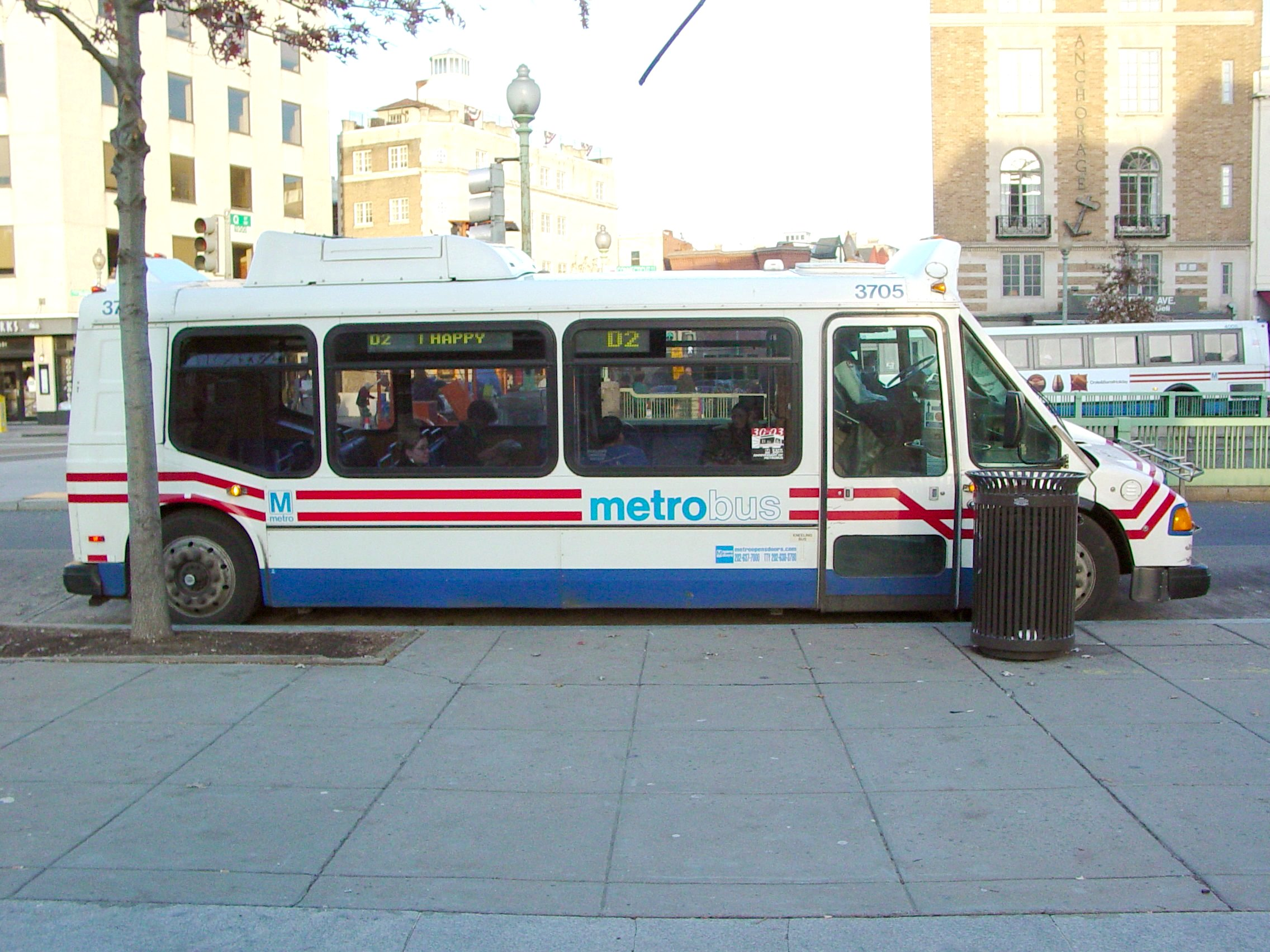
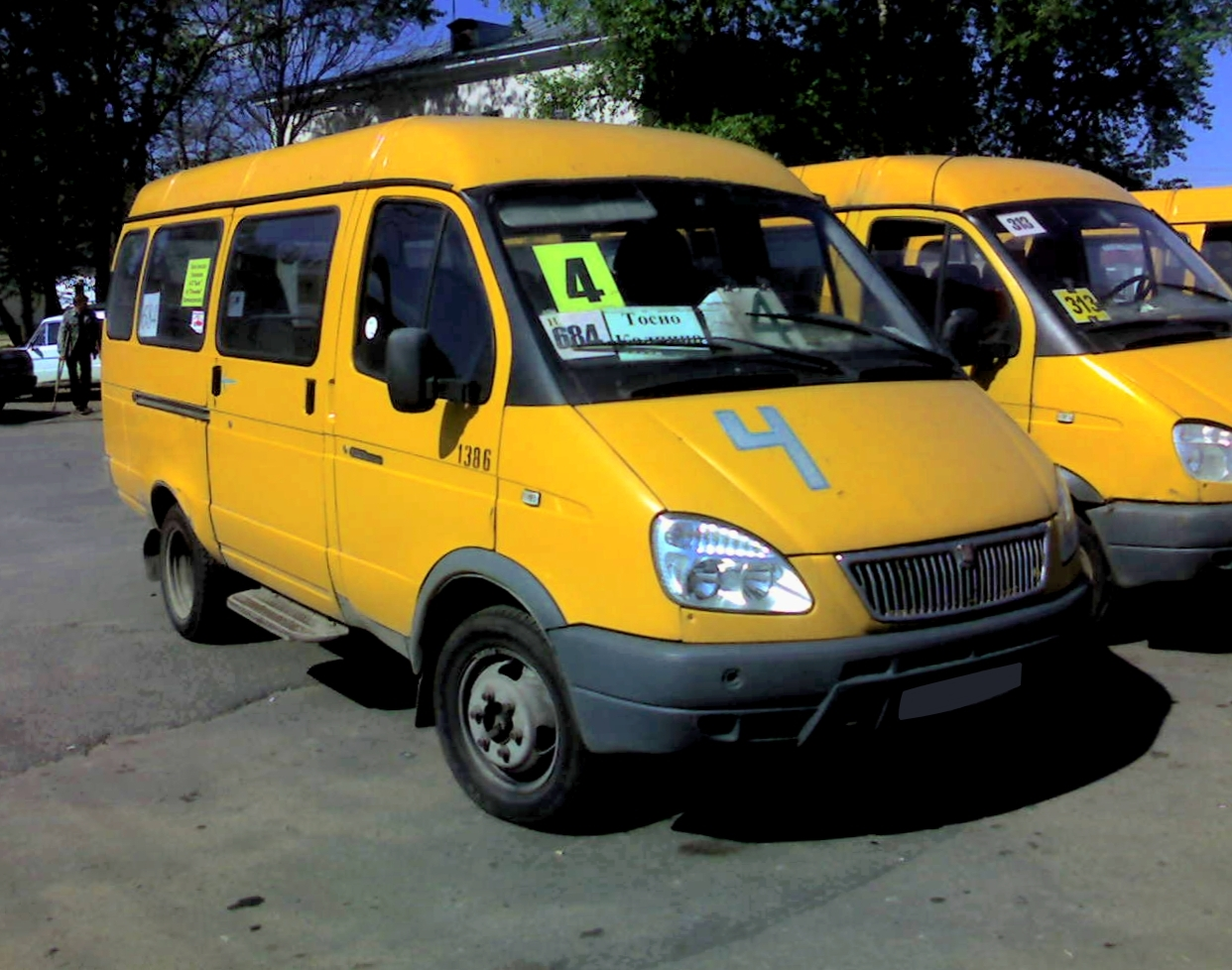
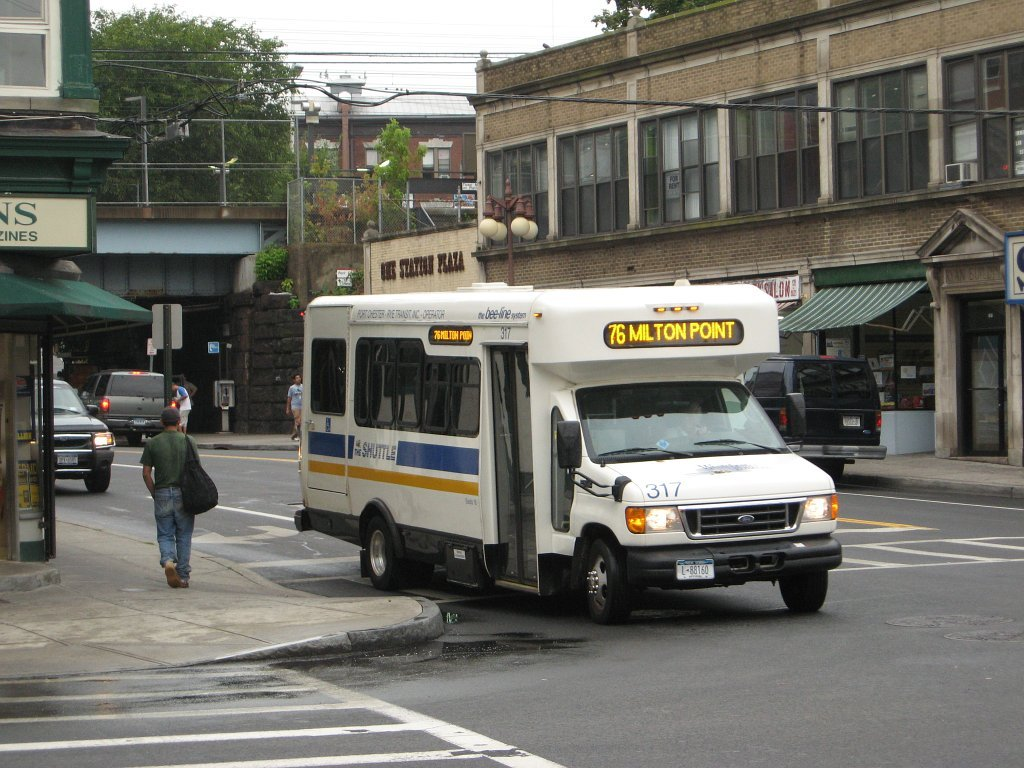
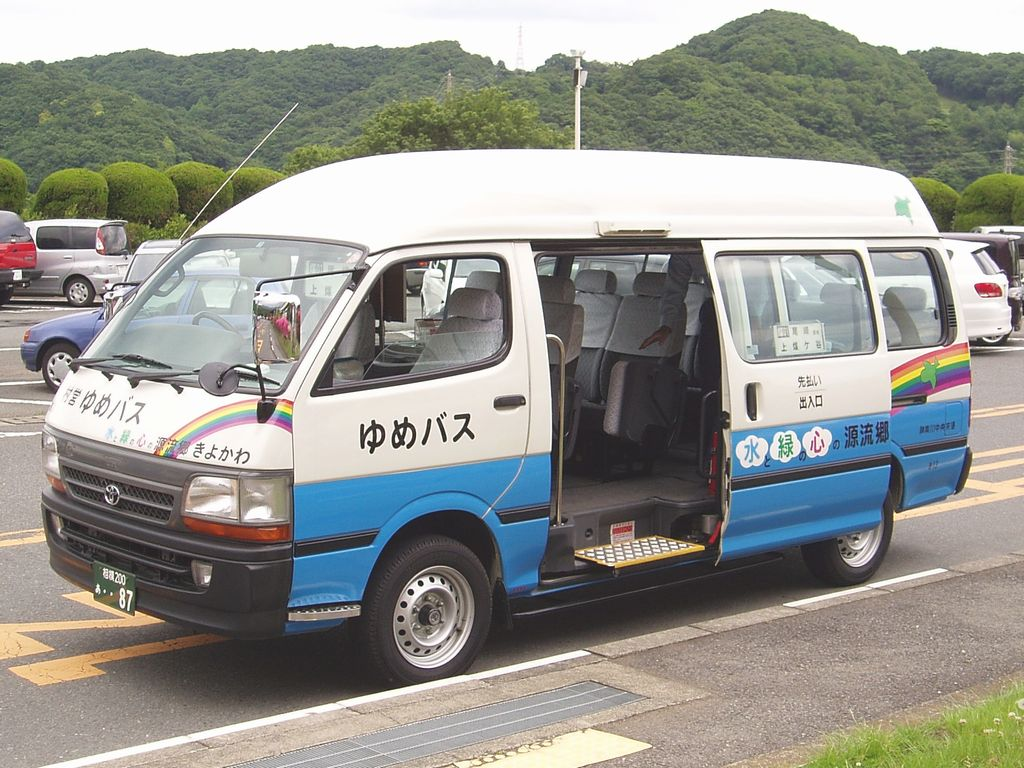
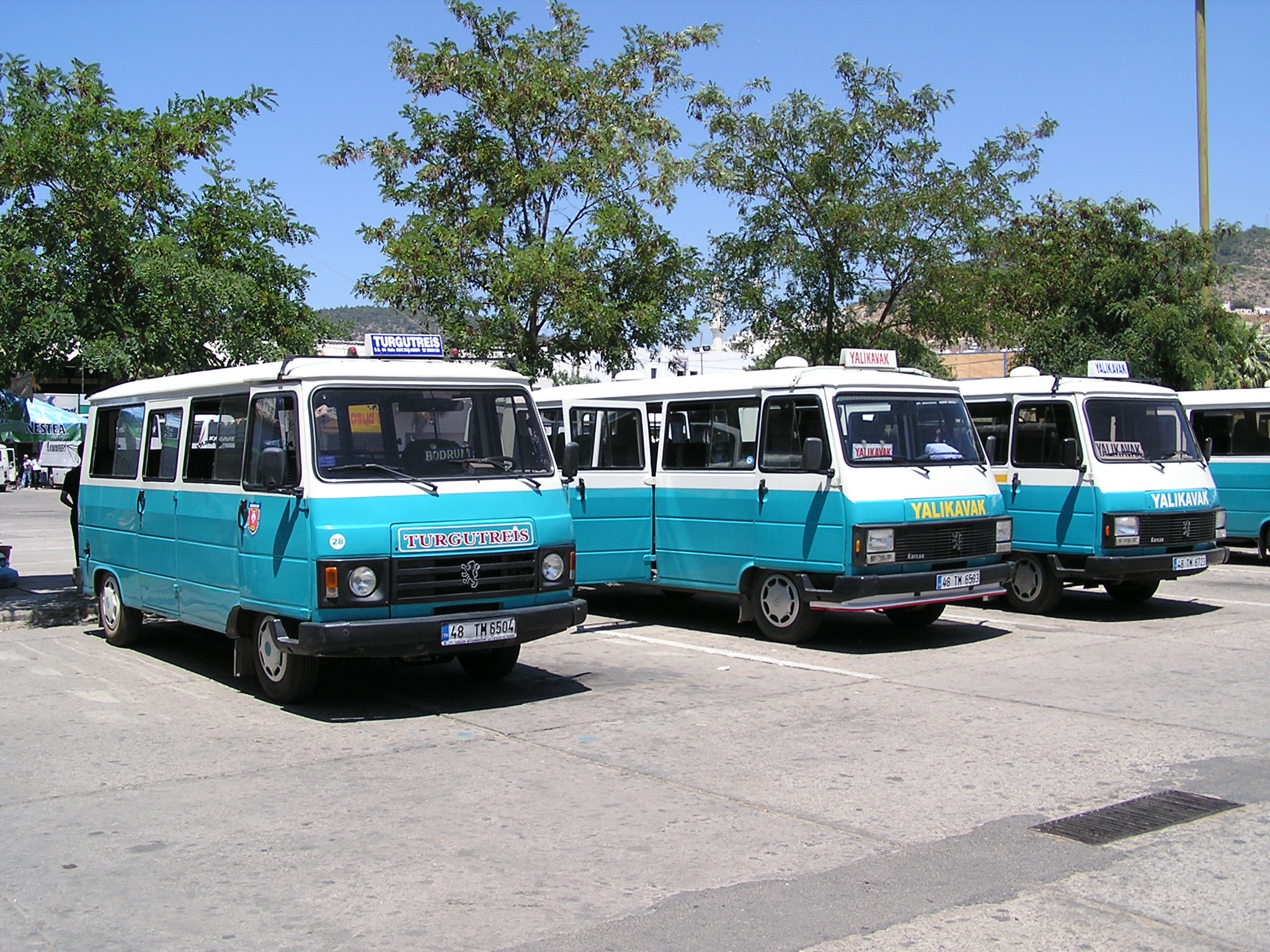
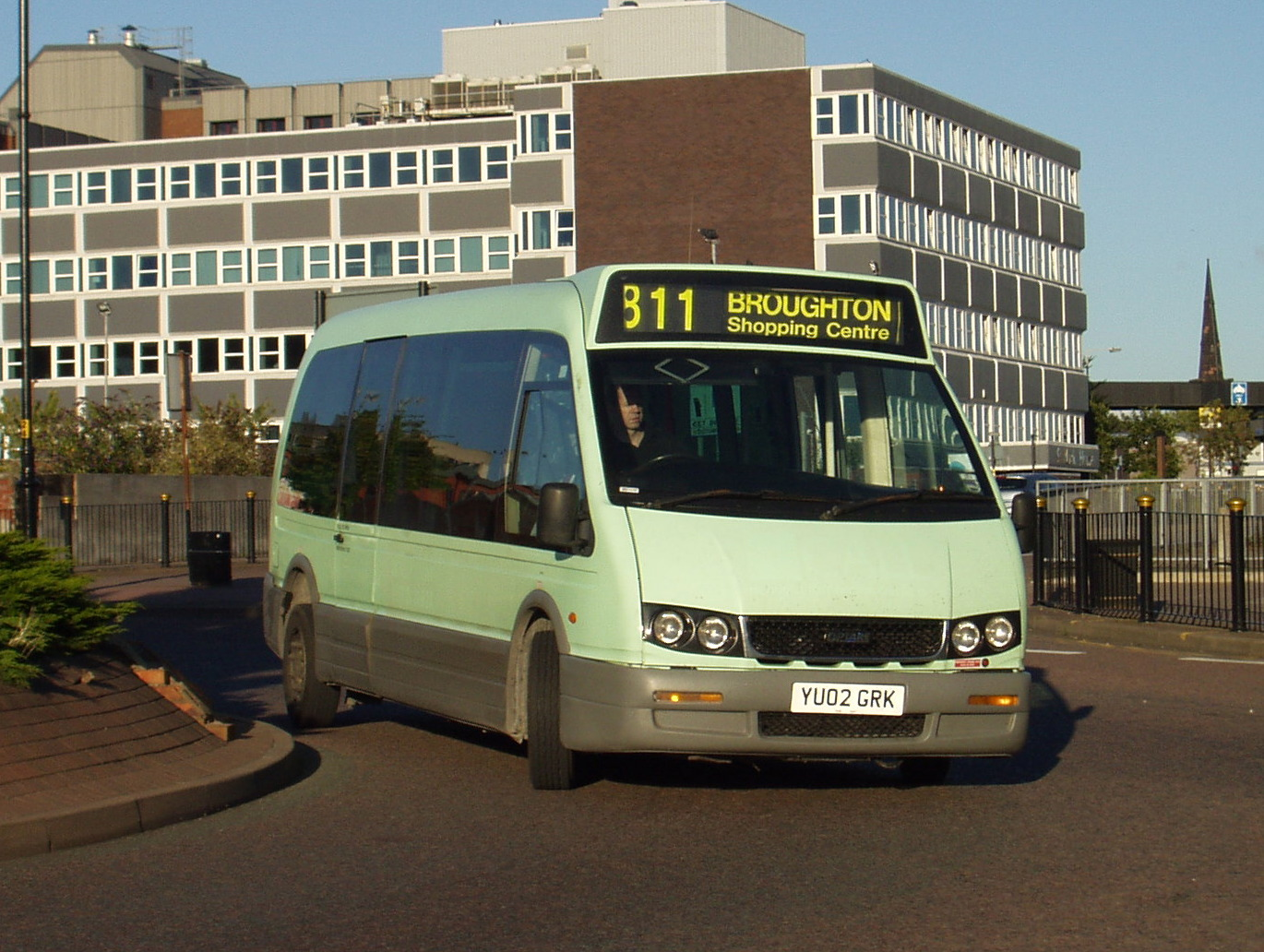
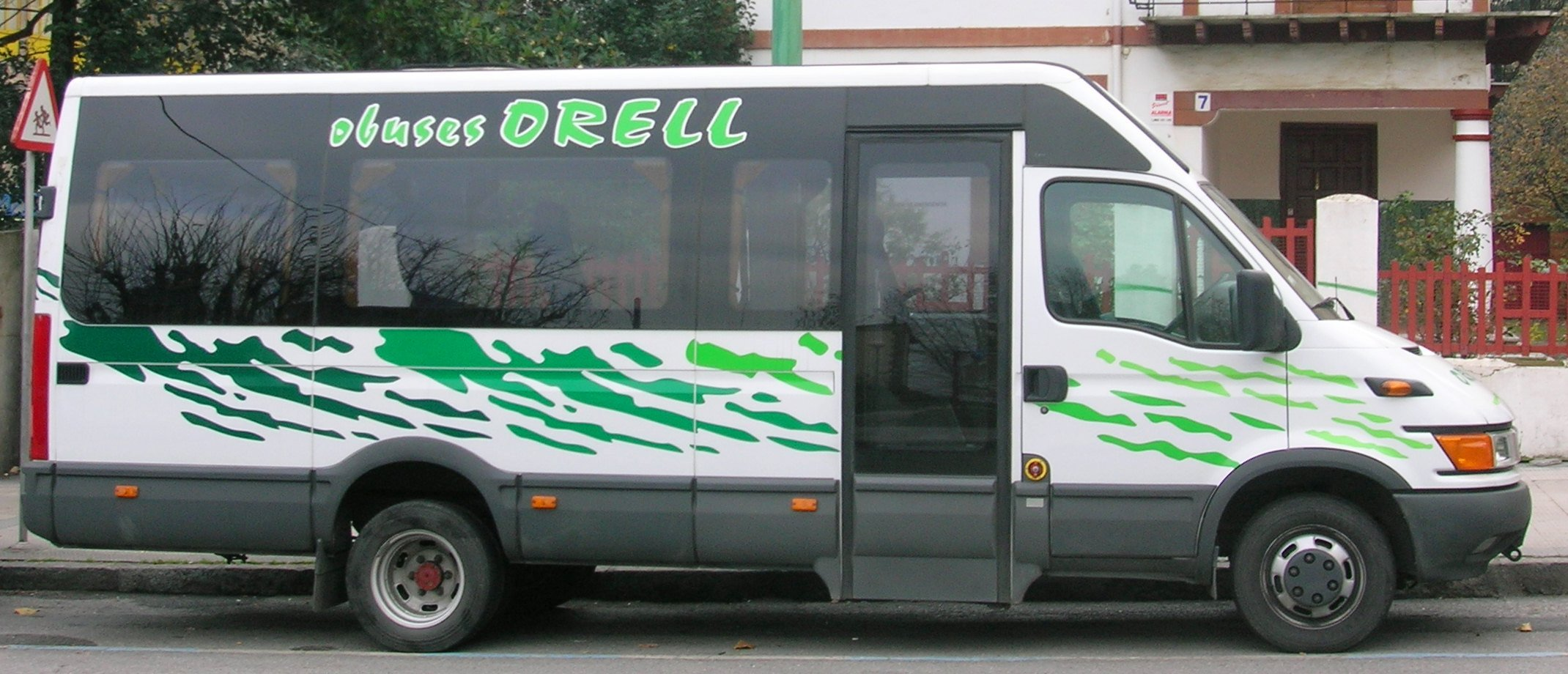
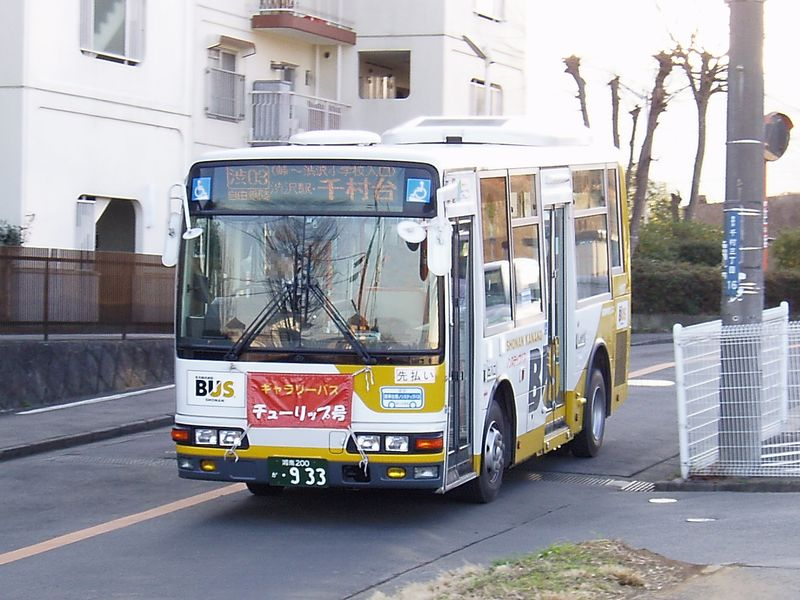
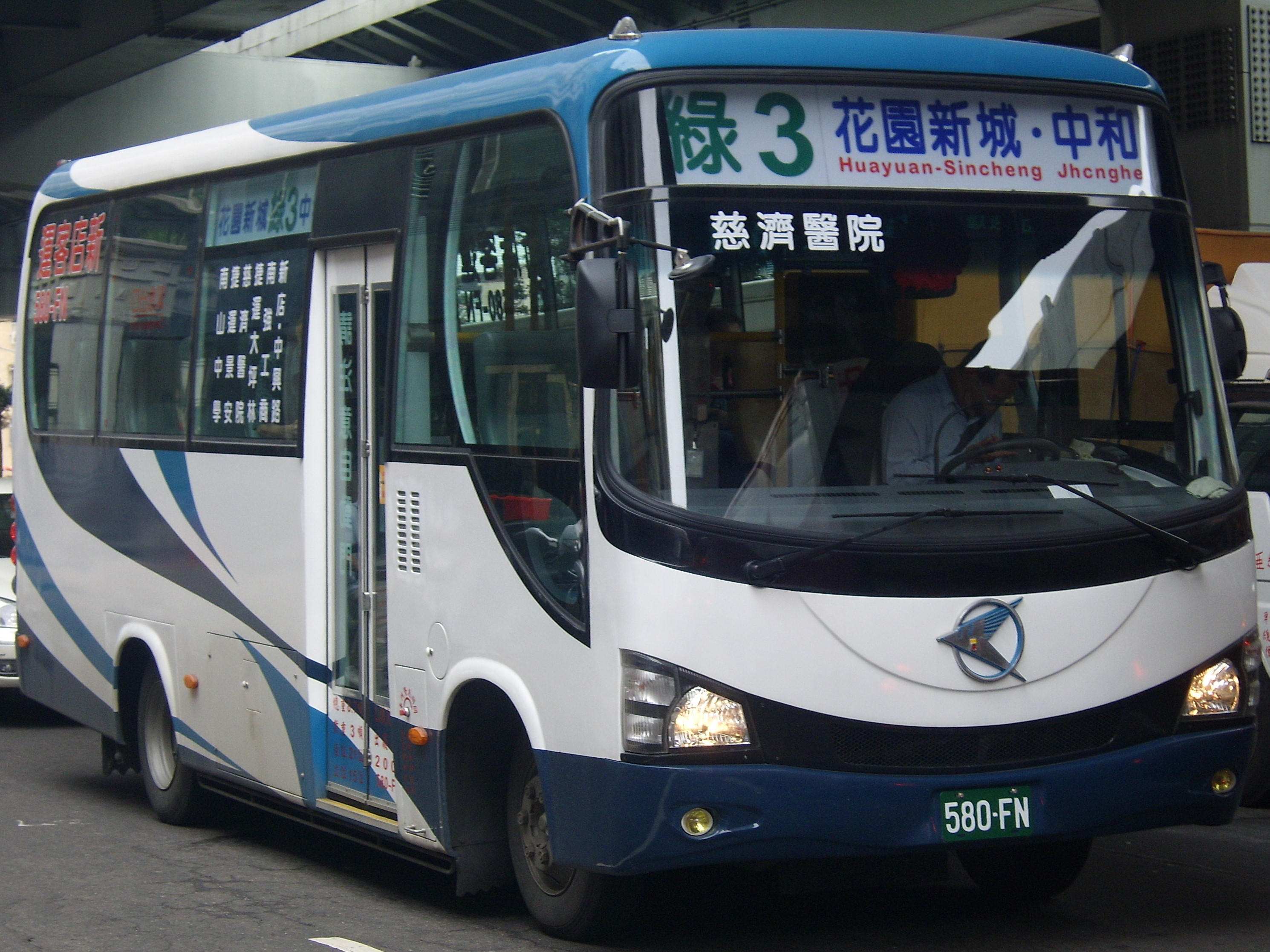
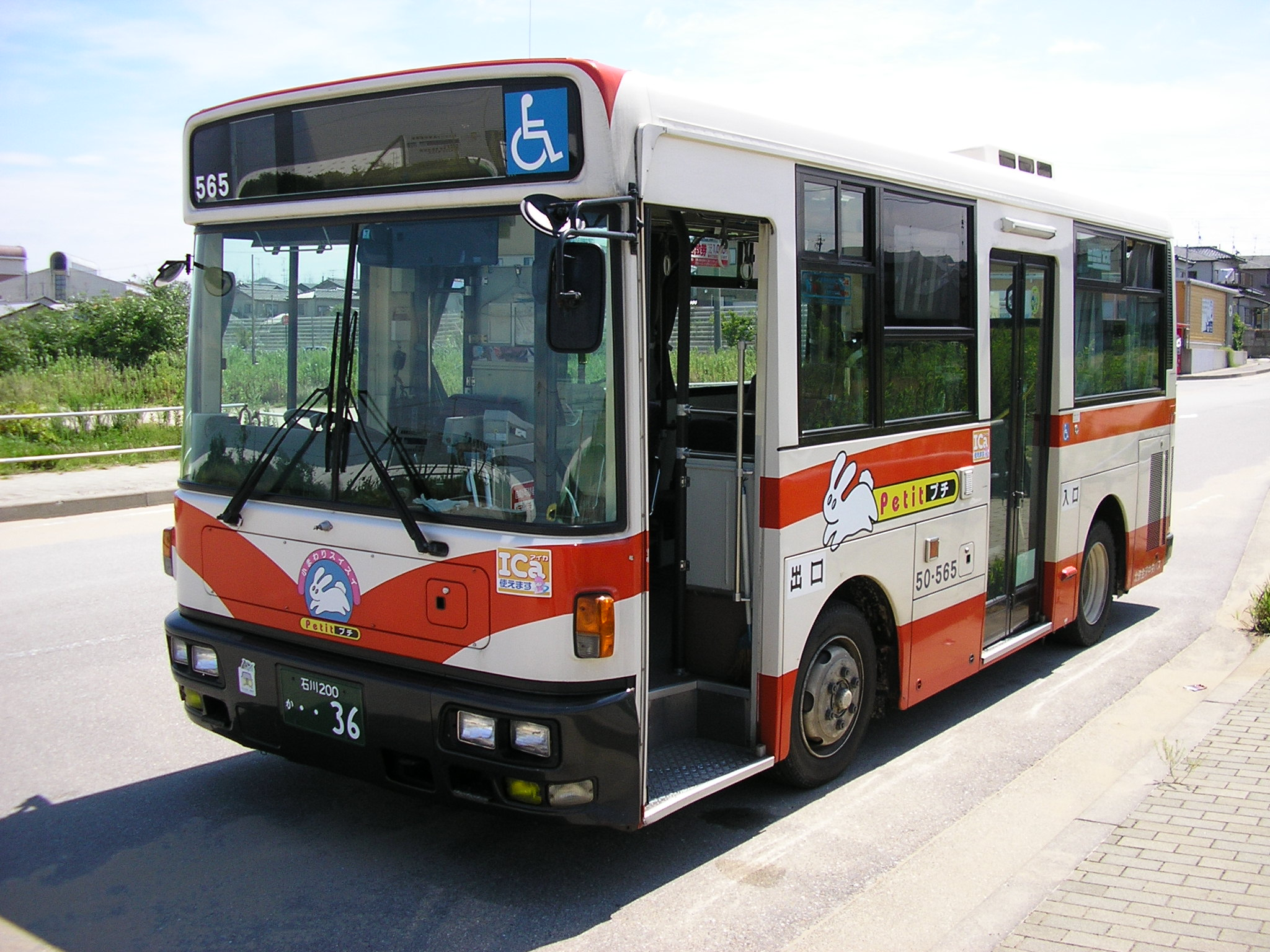